# Crisis financiera en México de 2008
La crisis financiera de México en 2008 afectó el nivel de cambio del moneda nacional, frente a las principales divisas extranjeras. El Banco de México comenzó a subastar dólares el 8 de octubre, luego de que el peso registró fuertes caídas.

## Desarrollo
Los inversionistas extranjeros sacaron de México recursos por 22 mil 190 millones de dólares depositados en la Bolsa Mexicana de Valores o en bonos de deuda del gobierno federal, los cuales ajustados por la depreciación del peso serían de US$7,600 millones. En medio de la peor crisis financiera mundial, el gobierno de México realizó en los mercados internacionales una emisión de deuda por 2 mil millones de dólares con vencimiento en 2019. La Secretaría de Hacienda y Crédito Público informó que con la operación se tuvo una demanda de más de 4 mil millones de dólares, lo cual es más de dos veces el monto emitido.

### Moneda
Para contener la depreciación del peso el ente financiero subastó 18 mil 227 millones de dólares de la reserva internacional de divisas, desde octubre hasta el 11 de diciembre.

## Causas
Este comportamiento tiene que ver con la gran incertidumbre financiera mundial y las crecientes necesidades de liquidez de diversas instituciones para poder cumplir con sus compromisos financieros. Lo primero ha llevado a que los grandes inversionistas mundiales busquen deshacerse de sus activos en otros países y traten de convertir esos recursos de moneda local a dólares. Esto explica tanto la caída generalizada en las bolsas de valores de muchos países como la simultánea depreciación de las monedas de esos países. Es por ello que no es casual que las bolsas de valores que más han sido afectadas en las últimas semanas sean las de países como Rusia y Brasil, las cuales habían recibido grandes inyecciones de recursos provenientes de inversionistas estadounidenses.
El Banco de México ha vendido desde el 8 de octubre US$15,132 millones para frenar la depreciación del peso mexicano, que el 3 de marzo de 2009 cayó hasta su nivel mínimo histórico de MEX$15.36 por dólar estadounidense que hasta mediados del año pasado mantenía un nivel promedio de 10 pesos. Frente al euro el 18 de diciembre registró un precio de venta de MEX$19.71, siendo el más alto de la historia de dicha divisa.

## Efecto
Con una inflación anualizada que ya llega a 6.23%, el Consejo de Representantes de la Comisión Nacional de los Salarios Mínimos (CNSM) acordó otorgar un aumento general de 4.6 por ciento a los salarios mínimos de las tres áreas geográficas, el 18 de diciembre. Según cifras del Instituto Mexicano del Seguro Social, el poder adquisitivo de la población cayó significativamente en octubre, pues los salarios contractuales nominales estuvieron 1.59% por debajo de la inflación. A su vez, el salario mínimo cayó 2.80% entre octubre de 2007 y el mismo mes de 2008.